# Bad Gyal SoundSystem
Bad Gyal SoundSystem fue la tercera gira de conciertos de la cantante española Bad Gyal, en apoyo a Slow Wine Mixtape (2016) y Worldwide Angel (2018). La gira comenzó el 5 de julio de 2019 en Barcelona y finalizó el 30 de octubre de 2021 en La Coruña.

## Antecedentes
El 29 de noviembre de 2018 se reveló el cartel del festival Sónar, con el estreno de un nuevo espectáculo de Bad Gyal. El 19 julio fue anunciado el concierto en Ciudad de México. En septiembre Bad Gyal anunció las fechas estadounidenses de la gira, además de un concierto en Madrid. Más tarde, fechas en festivales españoles como el Arenal Sound, y dos conciertos exclusivos en la sala Razzmatazz de Barcelona fueron anunciados.
El 11 de octubre de 2019, Bad Gyal anunció la segunda etapa de su SoundSystem. El 17 de octubre, después de agotar todas las entradas de la gira, añadió nuevas fechas en  A Coruña, Alicante, Bilbao y Granada.
En 2020, el 5 de marzo anunció la etapa latinoamericana de la gira, que se desarrollaría durante el mes de abril.Un día más tarde, el 6 de marzo, Bad Gyal anunció la última fecha del tour, que se llevaría a cabo en el Sant Jordi Club de Barcelona el 27 de noviembre de 2020. El 13 de marzo debido a la Pandemia de COVID-19 en España, todos los conciertos de la gira fueron pospuestos, anunciándose las nuevas fechas de Bilbao y Zaragoza ese mismo día.El 1 de diciembre fue anunciando un concierto en streaming, que se llevaría a cabo ese mismo mes.
A lo largo de 2021, se fue confirmando su presencia en diferentes festivales españoles, adaptando las medidas anti COVID-19.

## Repertorio

### 2019
La siguiente lista corresponde al repertorio del concierto en Barcelona el 22 de julio de 2019.[cita requerida] No representa el repertorio del resto de conciertos de la gira.
1. «Jacaranda»
2. «Trust»
3. «Tu Moto»
4. «Candela»
5. «Open The Door»
6. «Blink»
7. «Pai»
8. «Mercadona»
9. «Slim Thick»
10. «Hookah»
11. «Yo Sigo Iual»
12. «Mas Raro»
13. «Unknown Feeling»
14. «Su Payita (Gramos)»
15. «Zorra»
16. «Nueva York (Tot*)»
17. «Internationally»
18. «Santa María»
19. «Fiebre»

### 2021
Este lista de canciones representa el repertorio del concierto en Calafell el 26 de junio de 2021.[cita requerida] No representa el repertorio del resto de conciertos de la gira.
1. «Pussy»
2. «Judas»
3. «Jacaranda»
4. «Gasto»
5. «Candela»
6. «Open The Door»
7. «Blink»
8. «Pai»
9. «Mercadona»
10. «Slim Thick»
11. «Hookah»
12. «Iconic»
13. «Yo Sigo Iual»
14. «Aprendiendo el Sexo»
15. «Blin Blin»
16. «Tu Eres Un Bom Bom»
17. «Su Payita (Gramos)»
18. «44»
19. «Zorra - Remix»
20. «Nueva York (Tot*)»
21. «Alocao»
22. «Santa María»
23. «Internationally»
24. «Fiebre»

## Fechas
| Fecha (2019)     | Ciudad               | País           | Recinto                    |
| ---------------- | -------------------- | -------------- | -------------------------- |
| 5 de julio       | Torre del Mar        | España         | Playa de Poniente          |
| 6 de julio       | Madrid               | España         | Sala La Riviera            |
| 10 de julio      | Nueva York           | Estados Unidos | MoMa PS1                   |
| 12 de julio      | Nueva York           | Estados Unidos | Elsewhere                  |
| 20 de julio      | Barcelona            | España         | Fira de Barcelona          |
| 27 de julio      | Barbate              | España         | Puerto de Barbate          |
| 1 de agosto      | Santander            | España         | Campa de La Magdalena      |
| 2 de agosto      | Arriondas            | España         | Orillas del Río Sella      |
| 4 de agosto      | Burriana             | España         | Playa del Arenal           |
| 7 de agosto      | Cuevas del Almanzora | España         | Playa de Villaricos        |
| 10 de agosto     | Adeje                | España         | Golf Costa Adeje           |
| 22 de agosto     | Ciudad de México     | México         | Sala La Galera             |
| 23 de agosto     | Guadalajara          | México         | Bismarck Club              |
| 24 de agosto     | Monterrey            | México         | Parque Fundidora           |
| 6 de septiembre  | Villanueva y Geltrú  | España         | La Daurada Club            |
| 10 de septiembre | Valladolid           | España         | Plaza Mayor                |
| 14 de septiembre | San Sebastián        | España         | Hipódromo de San Sebastián |
| 25 de octubre    | Lisboa               | Portugal       | Musicbox Lisboa            |
| 26 de octubre    | Játiva               | España         | Tremenda Club              |
| 30 de noviembre  | Barcelona            | España         | Sala Razzmatazz            |
| 1 de diciembre   | Barcelona            | España         | Sala Razzmatazz            |
| 5 de diciembre   | Madrid               | España         | Sala La Riviera            |
| 8 de diciembre   | Humanes de Madrid    | España         | Discoteca Fabrik           |

| Fecha (2020)    | Ciudad                  | País   | Recinto                      |
| --------------- | ----------------------- | ------ | ---------------------------- |
| 6 de marzo      | Albal                   | España | Discoteca Oh! Valencia       |
| 7 de marzo      | San Vicente del Raspeig | España | Sala The One                 |
| 8 de marzo      | San Vicente del Raspeig | España | Sala The One                 |
| 16 de diciembre | Barcelona               | España | Instalaciones de Vodafone yu |

| Fecha (2021)     | Ciudad                   | País   | Recinto                            |
| ---------------- | ------------------------ | ------ | ---------------------------------- |
| 26 de junio      | Calafell                 | España | Playa de Calafell                  |
| 2 de julio       | Gijón                    | España | Plaza de toros                     |
| 3 de julio       | Betanzos                 | España | Parque del Pasatiempo              |
| 10 de julio      | Valencia                 | España | Ciudad de las Artes y las Ciencias |
| 30 de julio      | Madrid                   | España | Estadio Metropolitano              |
| 31 de julio      | Castro-Urdiales          | España | Estadio Riomar                     |
| 7 de agosto      | San Felíu de Guixols     | España | Guíxols Arena                      |
| 13 de agosto     | Benidorm                 | España | Auditorio Julio Iglesias           |
| 14 de agosto     | Torrevieja               | España | Eras de la Sal                     |
| 15 de agosto     | Fuengirola               | España | Marenostrum Fuengirola             |
| 20 de agosto     | El Puerto de Santa María | España | Salina de San José                 |
| 22 de agosto     | Punta Umbría             | España | Discoteca Live                     |
| 27 de agosto     | Palma de Mallorca        | España | Son Fusteret                       |
| 9 de septiembre  | Barcelona                | España | Parque del Fórum                   |
| 10 de septiembre | Barcelona                | España | Parque del Fórum                   |
| 18 de septiembre | Lugo                     | España | Palacio de congresos               |
| 25 de septiembre | Pamplona                 | España | Ciudadela de Pamplona              |
| 9 de octubre     | Granada                  | España | Cortijo del Conde                  |
| 12 de octubre    | Zaragoza                 | España | Pabellón Príncipe Felipe           |
| 16 de octubre    | Toledo                   | España | Discoteca Area 42                  |
| 29 de octubre    | Bilbao                   | España | Bilbao Arena                       |
| 30 de octubre    | La Coruña                | España | Puerto de La Coruña                |

### Conciertos cancelados
| Fecha                   | Ciudad                   | País           | Recinto                            | Motivo                   |
| ----------------------- | ------------------------ | -------------- | ---------------------------------- | ------------------------ |
| 4 de octubre de 2019    | Madison                  | Estados Unidos | The Sett                           | Desconocido              |
| 5 de octubre de 2019    | Chicago                  | Estados Unidos | Sleeping Village                   | Desconocido              |
| 7 de octubre de 2019    | Boston                   | Estados Unidos | Once Ballroom                      | Desconocido              |
| 10 de octubre de 2019   | Nueva York               | Estados Unidos | SOB's                              | Desconocido              |
| 12 de octubre de 2019   | Oakland                  | Estados Unidos | Starline Social Club               | Desconocido              |
| 13 de octubre de 2019   | Los Ángeles              | Estados Unidos | The Roxy Theatre                   | Desconocido              |
| 3 de abril de 2020      | Quito                    | Ecuador        | Club La Juliana                    | Pandemia de COVID-19     |
| 4 de abril de 2020      | Bogotá                   | Colombia       | Parque Simón Bolívar               | Pandemia de COVID-19     |
| 11 de abril de 2020     | Monterrey                | México         | Nodriza Estudio                    | Pandemia de COVID-19     |
| 1 de mayo de 2020       | Åre                      | Suecia         | Holiday Club                       | Pandemia de COVID-19     |
| 8 de mayo de 2020       | Murcia                   | España         | Plaza de toros                     | Pandemia de COVID-19     |
| 4 de junio de 2020      | Barcelona                | España         | Parque del Fórum                   | Pandemia de COVID-19     |
| 12 de junio de 2020     | Palma de Mallorca        | España         | Son Fusteret                       | Pandemia de COVID-19     |
| 13 de junio de 2020     | Oporto                   | Portugal       | Parque da Cidade                   | Pandemia de COVID-19     |
| 25 de junio de 2020     | Pamplona                 | España         | Sala Zentral                       | Pandemia de COVID-19     |
| 26 de junio de 2020     | Bilbao                   | España         | Sala Santana 27                    | Pandemia de COVID-19     |
| 27 de junio de 2020     | Bilbao                   | España         | Sala Santana 27                    | Pandemia de COVID-19     |
| 3 de julio de 2020      | Madrid                   | España         | Recinto Ferial de IFEMA            | Pandemia de COVID-19     |
| 4 de julio de 2020      | Cortes                   | España         | Espacio Holika                     | Pandemia de COVID-19     |
| 10 de julio de 2020     | Valencia                 | España         | Ciudad de las Artes y las Ciencias | Pandemia de COVID-19     |
| 11 de julio de 2020     | Frauenfeld               | Suiza          | Grosse Allmend                     | Pandemia de COVID-19     |
| 18 de julio de 2020     | Torremolinos             | España         | Recinto ferial                     | Pandemia de COVID-19     |
| 23 de julio de 2020     | Barbate                  | España         | Puerto de Barbate                  | Pandemia de COVID-19     |
| 25 de julio de 2020     | Arriondas                | España         | Orillas del Río Sella              | Pandemia de COVID-19     |
| 31 de julio de 2020     | El Puerto de Santa María | España         | Recinto ferial de Las Banderas     | Pandemia de COVID-19     |
| 2 de agosto de 2020     | Burriana                 | España         | Playa del Arenal                   | Pandemia de COVID-19     |
| 8 de agosto de 2020     | San Felíu de Guixols     | España         | Guíxols Arena                      | Pandemia de COVID-19     |
| 14 de agosto de 2020    | Villena                  | España         | Polideportivo Municipal            | Pandemia de COVID-19     |
| 1 de octubre de 2020    | Gijón                    | España         | Teatro Albéniz                     | Pandemia de COVID-19     |
| 2 de octubre de 2020    | La Coruña                | España         | Sala Pelícano                      | Pandemia de COVID-19     |
| 3 de octubre de 2020    | La Coruña                | España         | Sala Pelícano                      | Pandemia de COVID-19     |
| 9 de octubre de 2020    | Cáceres                  | España         | Recinto Hípico                     | Pandemia de COVID-19     |
| 10 de octubre de 2020   | Toledo                   | España         | Discoteca Area 42                  | Pandemia de COVID-19     |
| 5 de noviembre de 2020  | Sevilla                  | España         | Sala Custom                        | Pandemia de COVID-19     |
| 6 de noviembre de 2020  | La Zubia                 | España         | Sala Industrial Copera             | Pandemia de COVID-19     |
| 7 de noviembre de 2020  | La Zubia                 | España         | Sala Industrial Copera             | Pandemia de COVID-19     |
| 3 de diciembre de 2020  | Ciudad de México         | México         | Foro Frontera                      | Pandemia de COVID-19     |
| 15 de julio de 2021     | Torremolinos             | España         | Recinto ferial                     | Cancelación del festival |
| 27 de noviembre de 2021 | Barcelona                | España         | Sant Jordi Club                    | Cambio de recinto        |